# Torre La Sagrera
La Torre la Sagrera, conocida como La Novia, es un proyecto de rascacielos diseñado por Frank Gehry para el barrio de La Sagrera de Barcelona (España). Tendrá 148 metros de altura y 34 plantas, lo que le convertiría en el tercer edificio más alto de Barcelona por detrás de la Torre Mapfre y el Hotel Arts, y decimosexto de España. Sería a su vez la séptima estructura más alta de la provincia de Barcelona, tras la Torre de Collserola (288 metros), la antena de Palau-solità i Plegamans (217 metros), las tres grandes chimeneas de San Adrián del Besós (200 metros) y los dos edificios anteriormente citados.
El edificio estará situado al final de la rambla de Prim (Triangle Ferroviari de Sant Andreu-Sagrera) dando con las calles de la Vía Trajana y Josep Soldevila, en la futura Estación de Sagrera que se prevé que sea la mayor de España. Junto a la torre, que se planea usar para albergar oficinas, habrá un parque público y un museo del transporte. La Torre la Sagrera tendrá unos gastos de construcción de 250 millones de euros, financiados por el Consorcio de la zona franca.
El elevado coste, unido a la crisis económica, motivó que en 2009 el Consorcio de la Zona Franca anunciara el aplazamiento sine die de la construcción, debido a falta de financiación.